# Scigliano
Scigliano é uma comuna italiana da região da Calábria, província de Cosenza, com cerca de 1.583 habitantes. Estende-se por uma área de 17 km², tendo uma densidade populacional de 93 hab/km². Faz fronteira com Altilia, Carpanzano, Colosimi, Pedivigliano.

## Demografia
| Variação demográfica do município entre 1861 e 2011                               |
|                                                                                   |
| Fonte: Istituto Nazionale di Statistica (ISTAT) - Elaboração gráfica da Wikipedia |